# Seizième circonscription de Budapest
La seizième circonscription de Budapest est l'une des dix-huit circonscriptions électorales de la capitale hongroise. Elle a été créée lors du redécoupage électoral de 2011 puis est devenue effective lors des élections législatives hongroises de 2014.

## Description géographique et démographique
La circonscription englobe tout le 20e arrondissement ainsi qu'une partie du 19e arrondissement.
Selon le recensement de 2011, elle compte 90 917 habitants dont 75 923 adultes (41 775 hommes et 49 142 femmes).

## Députés
Pour voir les députés et les résultats de la première circonscription entre 1990 et 2011, voir l'article sur les anciennes circonscriptions de Budapest.